# Etmopterus princeps
Sagre rude
Espèce
Répartition géographique
Statut de conservation UICN

LC : Préoccupation mineure
Etmopterus princeps, le Sagre rude, est une espèce de requins de la famille des Etmopteridae (ordre des Squaliformes).

## Description
C'est un Etmopteridae au corps robuste avec une courte queue. La distance entre l'extrémité du museau et la première épine dorsale est environ égale ou supérieure à la distance entre la première épine dorsale et la deuxième insertion dorsale.
Cette espèce d’Etmopterus se caractérise par une hétérodontie fortement dignathique, c'est-à-dire que la dentition de la mâchoire supérieure est différente de celle de la mâchoire inférieure. Les dents supérieures ont des cuspides à bords lisses, la cuspide centrale étant beaucoup plus grande, mais les dents inférieures sont plus grandes, en forme de lame avec seulement une cuspide unique, large et oblique,.
Comme tous les sagres, cette espèce présente sur la face ventrale de minuscules organes bioluminescents qui produisent une légère lumière verdâtre.

## Mode de vie
Le Sagre rude vit essentiellement près du fond au niveau du talus continental ou près du fond océanique. Des individus ont été retrouvés entre 300 et 2 213 m de profondeur, mais l'espèce est la plus abondante entre 800 et 1 000 m. Cette espèce se nourrit surtout de poissons téléostéens, de crustacés et de mollusques.
Peu d'autres données sont disponibles sur son mode de vie. On sait cependant que la femelle donne naissance entre 7 et 18 jeunes par portée, avec une moyenne à onze.
La durée d'une génération chez cette espèce est de 21 ans.

## Répartition
Le Sagre rude est présent à partir de la côte Sénégalaise jusqu'à l'Islande mais aussi du Nord de la côte Est des États-Unis jusqu'au Nord de la côte Est Canadienne, en suivant la faille océanique.
Ce taxon se rencontre  au Canada, en Espagne, en France, à Gibraltar, au Groenland, en Islande, au Maroc, en Mauritanie, au Portugal, au Royaume-Uni, à Saint-Pierre-et-Miquelon, aux États-Unis et aux Îles Féroé.
La présence de ce taxon est incertaine en République arabe sahraouie démocratique et en Sierra Leone.

## Systématique
Le nom valide complet (avec auteur) de ce taxon est Etmopterus princeps Collett, 1904,.
Ce taxon porte en français le nom vernaculaire ou normalisé de Sagre rude,.

## Publication originale
- (en) R. Collett, « Diagnoses of four hitherto undescribed fishes from the depths south of the Faroe Islands », Forhandlinger i Videnskabs-selskabet i Christiania, Oslo, Brøggers Bogtrykkeri, vol. 9, no 9,‎ 1904, p. 1-7 (ISSN 0332-6683, OCLC 1760496, lire en ligne).